# دی دی هالیوود
دی دی هالیوود (انگلیسی: Di Di Hollywood) یک فیلم درام اسپانیایی به کارگردانی بیگاس لونا است که در سال ۲۰۱۰ منتشر شد. این فیلم، آخرین فیلمِ بیگاس لونا پیش از مرگش در سال ۲۰۱۳ بر اثر سرطان خون بود.

## گزیدهٔ بازیگران
- السا پاتاکی در نقش دیانا دیاز (دی دی)[۴]
- پیتر کایوتی
- فلورا مارتینز